# 東多久駅
東多久駅（ひがしたくえき）は、佐賀県多久市東多久町大字別府にある、九州旅客鉄道（JR九州）唐津線の駅である。

## 歴史
- 1903年（明治36年）12月14日：九州鉄道により別府駅（べふえき）として開設[2]。
- 1911年（明治44年）6月1日：東多久駅（ひがしたくえき）に改称[2]。
- 1940年（昭和15年）：小城炭鉱から産出される石炭積出しが開始。炭鉱から駅までは索道による輸送が行われた[3]。
- 1963年（昭和38年）2月1日：貨物取扱廃止[2]。
- 1973年（昭和48年）2月1日：荷物扱い廃止[4]。駅員無配置駅となる[5]。
- 1987年（昭和62年）4月1日：国鉄分割民営化に伴い、JR九州に移管[2]。
- 1998年（平成10年）12月6日：旧駅舎解体[6]。
- 2001年（平成13年）10月10日：東多久交流プラザ建築[7][8]。
- 2015年（平成27年）：簡易委託廃止。

## 駅構造

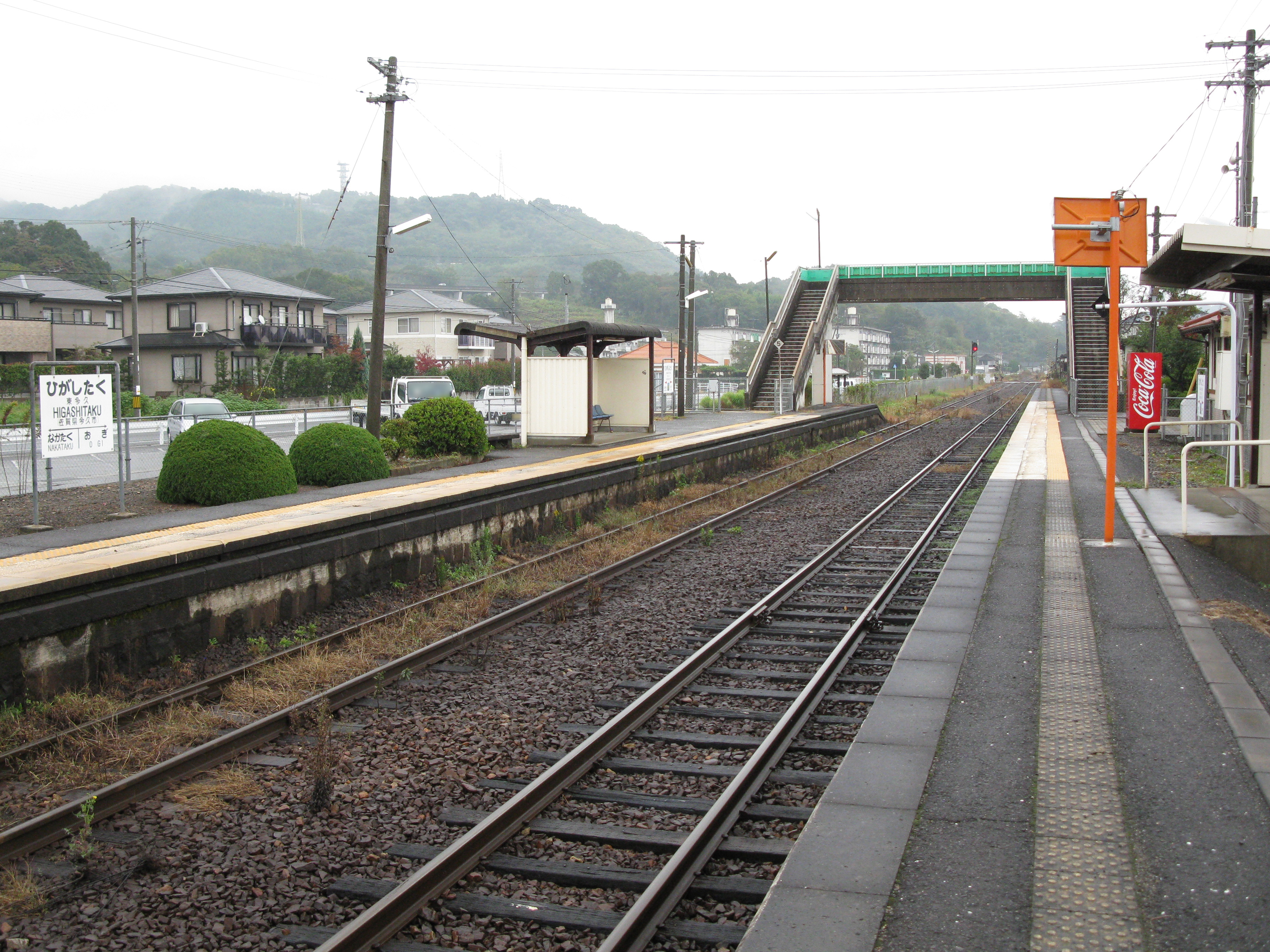
ホーム（2009年11月）

相対式ホーム2面2線を有する地上駅。互いのホームは跨線橋で連絡している。
待合室を兼ねる駅舎風の建物は「東多久交流プラザ」と名付けられていて駅名は掲げられておらず公式には駅舎では無い。

### のりば
| のりば         | 路線    | 方向 | 行先             |
| -------------- | ------- | ---- | ---------------- |
| 南側（駅舎側） | ■唐津線 | 下り | 唐津・西唐津方面 |
| 北側（反対側） | ■唐津線 | 上り | 佐賀方面         |

## 利用状況
2016年度の1日平均乗車人員は216人である。
| 年度   | 1日平均 乗車人員 |
| ------ | ---------------- |
| 2000年 | 257              |
| 2001年 | 245              |
| 2002年 | 241              |
| 2003年 | 221              |
| 2004年 | 211              |
| 2005年 | 205              |
| 2006年 | 202              |
| 2007年 | 187              |
| 2008年 | 207              |
| 2009年 | 197              |
| 2010年 | 176              |
| 2011年 | 180              |
| 2012年 | 158              |
| 2013年 | 156              |
| 2014年 | 158              |
| 2015年 | 190              |
| 2016年 | 216              |

## 駅周辺
駅前には月極の駐車場が整備されている。住宅もやや多く、佐賀銀行のATMが設置されたスーパーマーケットもある。駅から北へ少し離れた所を長崎自動車道が通るが、当駅付近にはインターチェンジが設けられていない。
- 東多久郵便局
- 久我食料品店 - 駅南側、佐賀県道235号線沿いにあるスーパーマーケット。
- 長崎自動車道
- 国道203号 - 当駅の北側、長崎自動車道と並行する道路は東多久バイパス（佐賀唐津道路）、当駅の南側を通る道路は現道である。
- 佐賀県道35号多久江北線
- 佐賀県道235号東多久停車場線 - 当駅と国道203号（現道）および佐賀県道35号線を結ぶアクセス道路。

## バス路線
- ふれあいバス「東多久駅」停留所 - 駅前を発着する。近隣には「東多久駅前」停留所もある。
- 昭和自動車「東多久」停留所 - 駅の南側約200 m、国道203号（現道）沿い。

## 隣の駅
九州旅客鉄道（JR九州）
■唐津線
小城駅 - 東多久駅 - 中多久駅